# Neo Geo CD
Neo Geo CD是SNK公司Neo Geo家族的第二款家用游戏机，发行于1994年9月9日。同四年前的卡带版主机相比，本主机使用廉价的CD作媒介：CD版游戏零售价为每张49美元至79美元，而盒装版游戏价格为300美元。日版主机首发价49,800日元，美版首发价为399美元，英国版首发价399英镑。
Neo Geo CD與NEOGEO家用版（AES）性能基本上無差異，卡帶的部分改成放入CD-ROM。但由於CD-ROM讀入速度慢和價格過高，銷售量並不理想。